# Lieveheersbeestjes

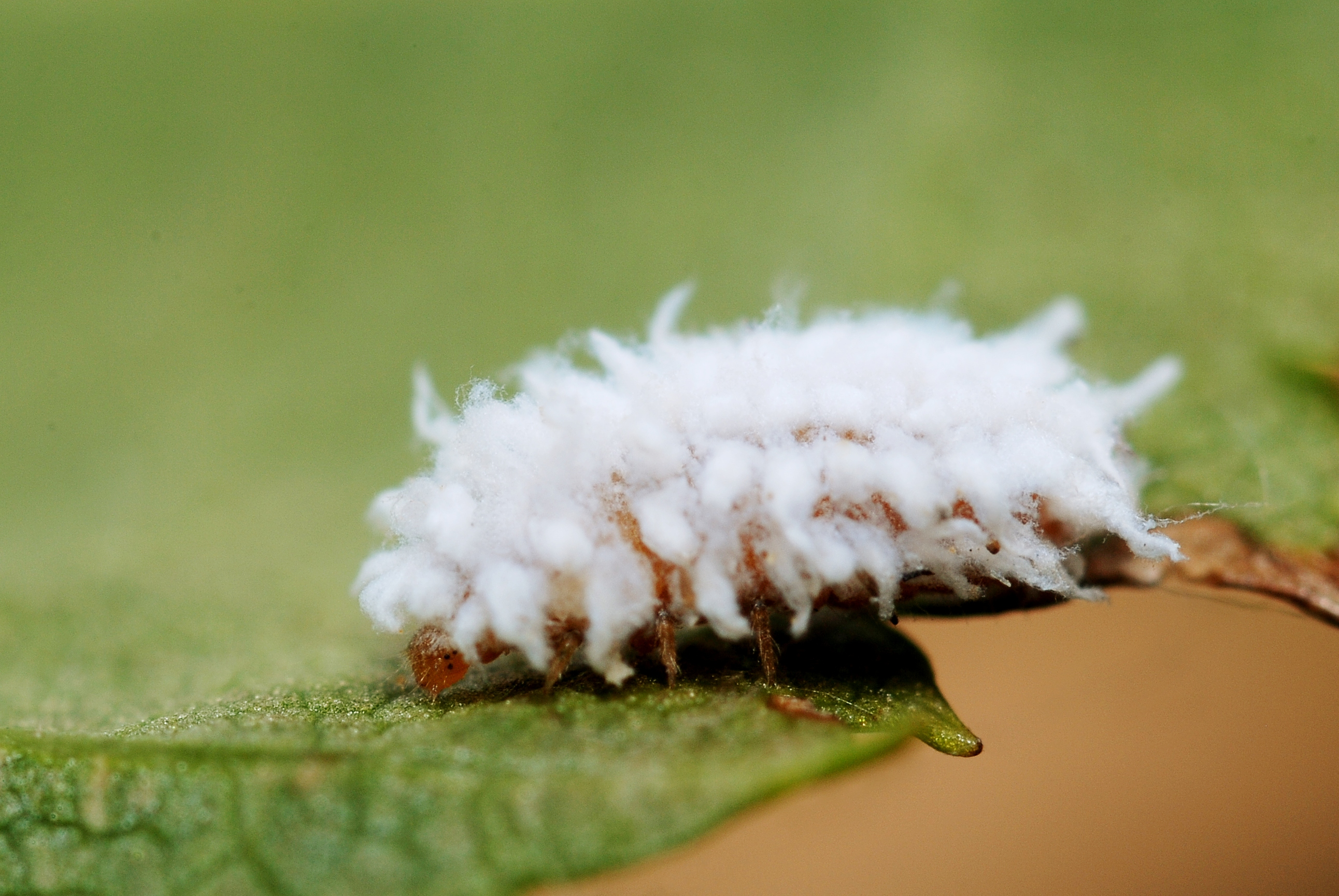
Larve van de Scymninae

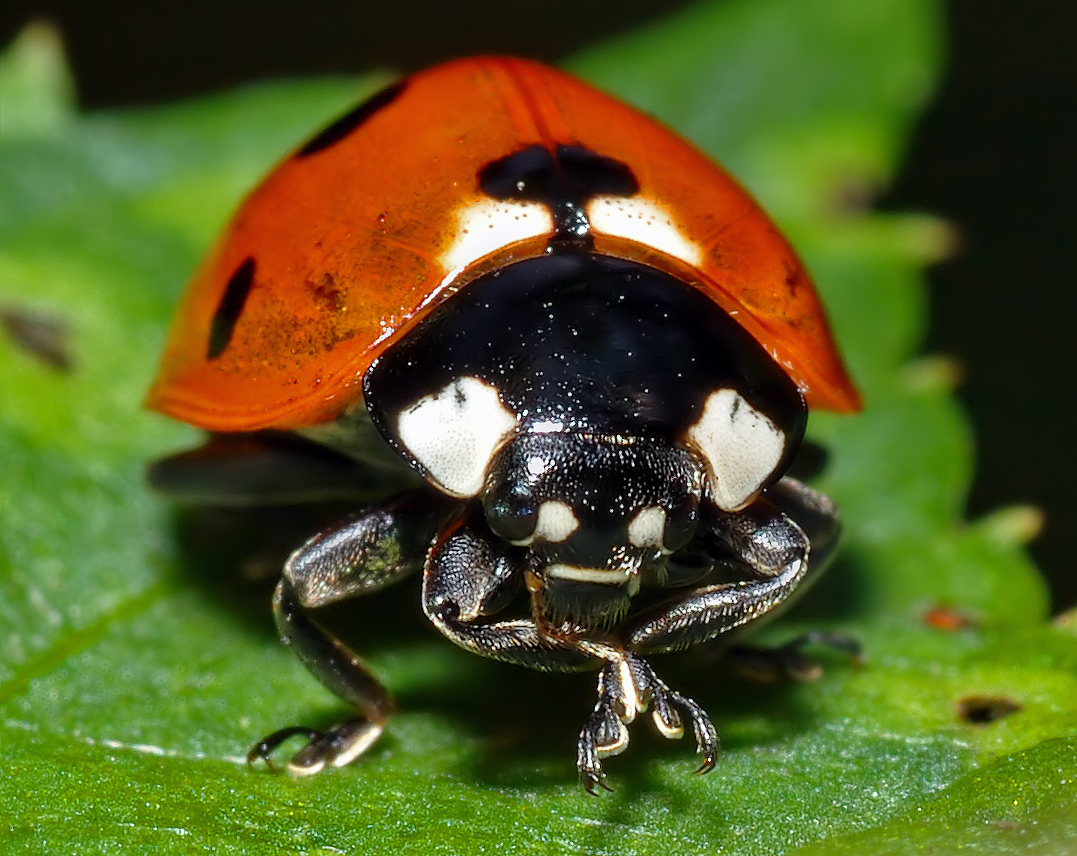
Kop van het zevenstippelig lieveheersbeestje

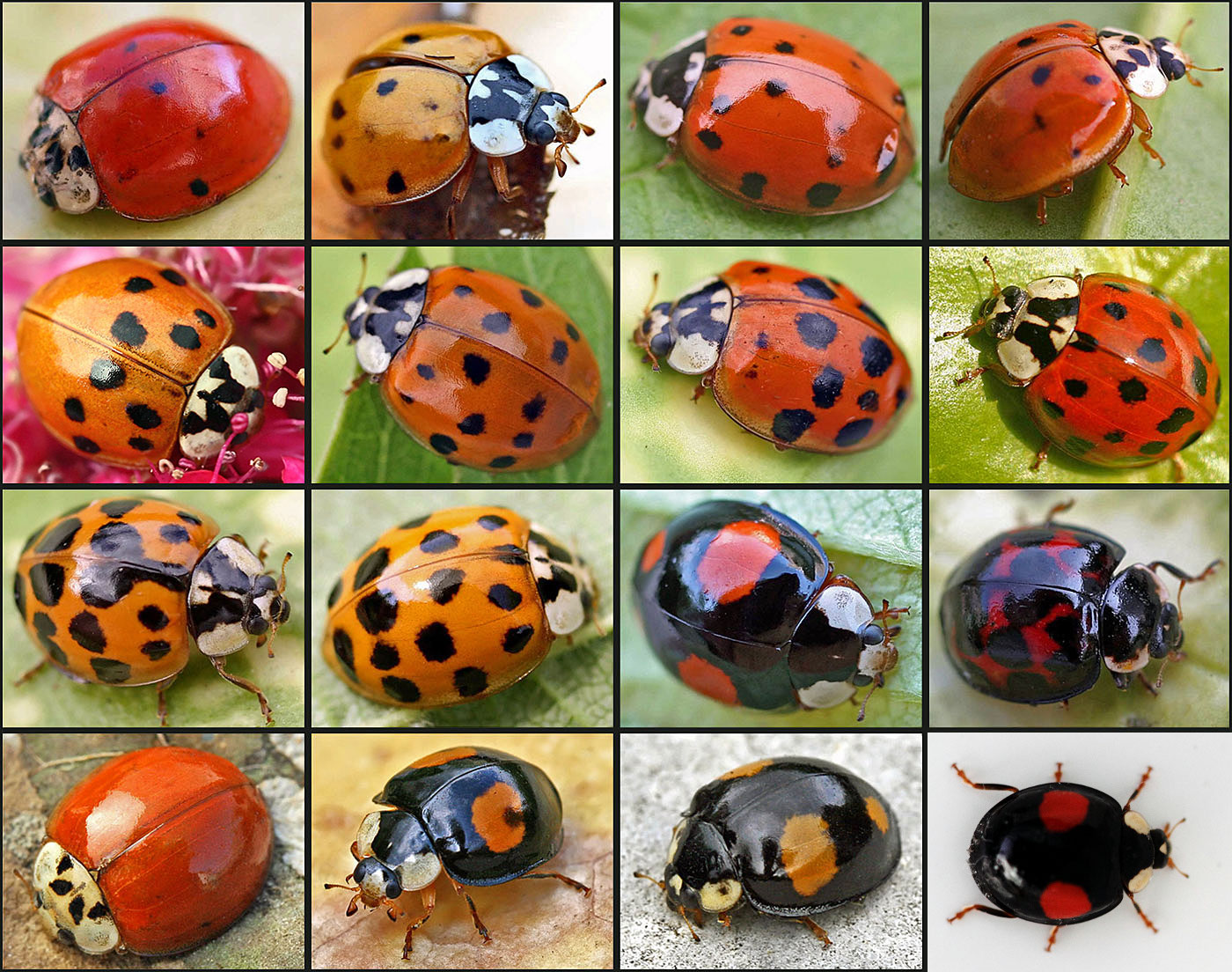
Het lijken verschillende soorten, maar zijn allemaal variaties van één soort, het Aziatisch lieveheersbeestje

Lieveheersbeestjes (Coccinellidae) zijn een groep van kevers (Coleoptera). Sommige soorten zijn zeer bekend, omdat ze algemeen voorkomen, bijvoorbeeld het zevenstippelig lieveheersbeestje (Coccinella septempunctata).
Lieveheersbeestjes leven zowel van planten en schimmels als van kleine diertjes en veel soorten zijn sterk gespecialiseerd. De bladluisetende soorten worden vaak als nuttig gezien en zijn zeer populair, maar soorten die schimmels of planten eten, kunnen mogelijk ziektes verspreiden en worden door sommige mensen beschouwd als plaaginsecten.

## Algemeen
Lieveheersbeestjes hebben een ronde, vaak halfbolvormige vorm met korte pootjes die net als de kleine antennes onder het dek- en nekschild kunnen worden teruggetrokken. Ze hebben vaak rode, gele, witte, zwarte en oranje kleuren en zijn vaak gestippeld.
In België en Nederland komt een zestigtal soorten voor met een grootte van 2 tot 10 millimeter. De kevers en de larven zijn vaak roofdieren van onder andere bladluizen (die vaak worden beschermd door mieren vanwege hun zoete afscheiding), maar er zijn ook lieveheersbeestjes met een plantaardig dieet.
De meeste lieveheersbeestjes leven ongeveer een jaar. Het aantal stippen zegt dus niets over de leeftijd. De kleur en de vlekken op de dekschilden spelen wel een belangrijke rol bij het op naam brengen van de verschillende soorten.
In de late herfst zoeken de kevertjes, na zich flink vol te hebben gegeten, in groten getale een schuilplaats om de winter door te komen. De meeste inheemse soorten overwinteren buiten in de natuur. Het tweestippig lieveheersbeestje en het Aziatisch lieveheersbeestje prefereren een warmere plek en maken in groepen van donkere beschutte plekken, zoals kozijnen van woningen en andere gaten en kieren, hun winterverblijf. In het vroege voorjaar worden ze bij oplopende temperatuur weer actief.

## Kenmerken
Lieveheersbeestjes (Coccinellidae) maken deel uit van de orde van de kevers (Coleoptera). Deze insecten zijn te herkennen aan de aanwezigheid van dekschilden (een stevig en ondoorschijnend omhulsel dat ontstaan is door de omvorming van de voorvleugels) waaronder zich twee vliesvleugels bevinden (coleos = etui).
Lieveheersbeestjes kunnen soms sterk lijken op andere kevers of zelfs op sommige wantsen. Bij de lindebomen waar in juni de eitjes van lieveheersbeestjes uitkomen en hun roodzwarte larven op bladeren zitten, rennen vaak vuurwantsen op de grond rond, ook rood met zwarte stippen op hun vleugels. Zorgvuldig kijken naar de 'extremiteiten' (poten, antennes, monddelen) kan nuttig zijn bij het vermijden van verwarring tussen lieveheersbeestjes en andere kevers met gevlekte en gekleurde dekschilden. Een voorbeeld van gelijkende kevers zijn de mierenzakkevers uit de familie bladkevers. De tarsen van lieveheersbeestjes zijn cryptotetrameer, wat betekent dat ze bestaan uit drie goed zichtbare leden en een uiterst klein, vierde lid dat verborgen zit tussen de beide lobben van het tweede lid. De antennes bestaan uit acht tot elf leden en zijn verbreed tot een knots aan het uiteinde. Het laatste lid van de kaaktasters is bijlvormig.
De larven lijken van afstand op kleine rupsjes, maar hebben zes kleine looppootjes aan de voorzijde. Larven van veel soorten zijn stekelachtig behaard en hebben felle gele en rode kleuren. De larven van verschillende soorten zien er vaak verschillend uit. De pop van een lieveheersbeestje lijkt wat op een druppel en is meer bruin van kleur. Als de lieveheersbeestjes uit hun pop zijn gekomen, hebben ze nog geen stippen.

## Chemische afschrikking
Als een lieveheersbeestje "gepest" wordt door zachtjes op hem te drukken, produceert hij een gele vloeistof. Dit gedrag heet "reflexbloeden". De vloeistof (hemolymfe), die tevoorschijn komt bij het femoro-tibiale gewricht van de poten, heeft een kwalijk geurtje en smaakt erg bitter. Vogels die een lieveheersbeestje oppakken, proeven dit 'bloed' en laten hem dan soms snel vallen.
Het rood met zwarte kleurpatroon is dan ook te beschouwen als een waarschuwing. Dat insecten of andere dieren hun giftigheid of vieze smaak etaleren door een felle kleur, wordt aposematische kleuring genoemd. De vieze smaak wordt veroorzaakt door een alkaloïde dat per soort verschilt. Er is aangetoond dat deze vloeistof van het zevenstippelig lieveheersbeestje giftig is voor koolmeeskuikens. Die van het tweestippelig lieveheersbeestje is dat niet.

## Aziatisch lieveheersbeestje
Lieveheersbeestjes worden onder andere gebruikt om bladluizen op een natuurlijke manier te bestrijden (biotuinbouw). Een om deze reden ingevoerde Aziatische soort, het Aziatisch lieveheersbeestje (Harmonia axyridis) blijkt een invasieve soort die in Europa inmiddels vaste voet heeft gekregen en onder andere in Engeland (voor het eerst waargenomen in 2004), België en Nederland voorkomt. Ze hebben veel verschillende mogelijke tekeningen, van vrijwel oranje tot vrijwel zwart, maar zijn herkenbaar aan de zwarte 'M'-vormige tekening op het halsschild (pronotum) en het van achteren vaak wat geplooide of gedeukte rugschild (elytrum). De verspreiding wordt bestudeerd. Het Aziatisch lieveheersbeestje is een agressief roofdier. Bij gebrek aan luizen worden ook andere soorten lieveheersbeestjes, rupsen en vlindereitjes opgegeten, waardoor ze een bedreiging vormen voor inheemse soorten.

## Etymologie
De naam lieveheersbeestje is een herinnering aan de tijd dat de Germanen in Europa gekerstend werden. De bestaande Germaanse naam voor het kevertje, Freyafugle, vogel van de godin Freya, werd verchristelijkt tot onzelievevrouwebeestje of (onze)lieveheersbeestje. De vrouwelijke vorm leeft voort in het Duits (Marienkäfer) en Engels (ladybird, in Amerika ladybug); de mannelijke in het Nederlands en Frans (bête à bon Dieu, al is coccinelle gebruikelijker). De Franse naam is in het Iers verbasterd tot bóín Dé, wat wordt begrepen als Gods koetje. Ook de Russische benaming, божьи коровки (bozji korovki), betekent letterlijk Gods koe. In het Grieks wordt gesproken over de πασχαλίτσα (paschalítsa), vernoemd naar Pasen.

## Wettelijke bescherming
In België zijn alle inheemse lieveheersbeestjes bij Koninklijk Besluit sinds september 1980 beschermd. In mei 2009 werd de bescherming in Vlaanderen bevestigd via het Soortenbesluit. Dit betekent dat het verboden is om ze te doden, te vangen, te verstoren, hun eitjes te verzamelen, beschadigen of vernietigen. Een rode lijst voor Vlaanderen is in voorbereiding.
In Nederland was er in 2006 (nog) geen wettelijke bescherming voor lieveheersbeestjes.

## Symbool
In Nederland is een afbeelding van het lieveheersbeestje gebruikt als symbool voor kleinschaligheid en tevens als symbool tegen zinloos geweld.

## Soorten

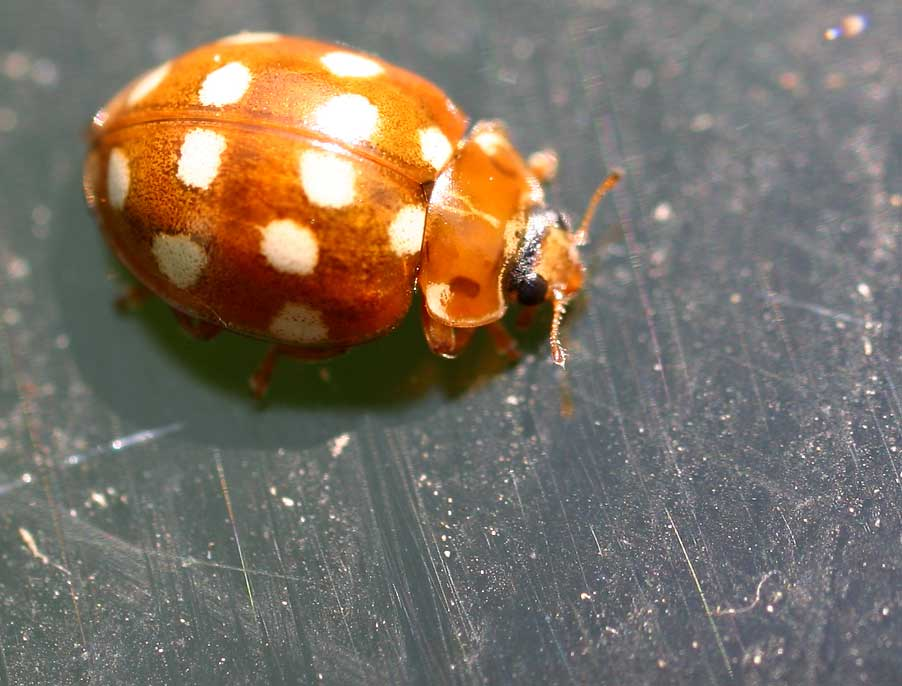
Roomvleklieveheersbeestje

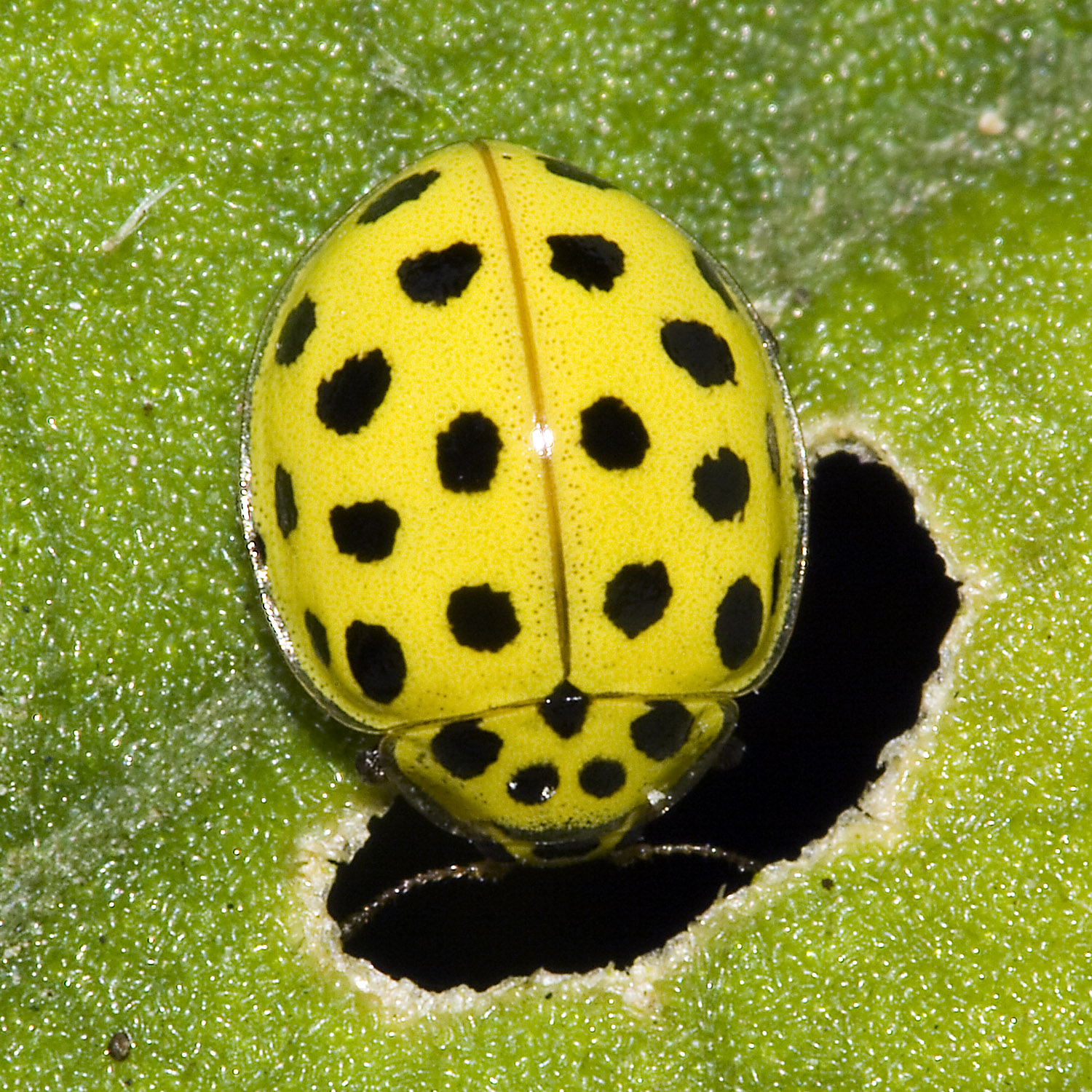
Citroenlieveheersbeestje

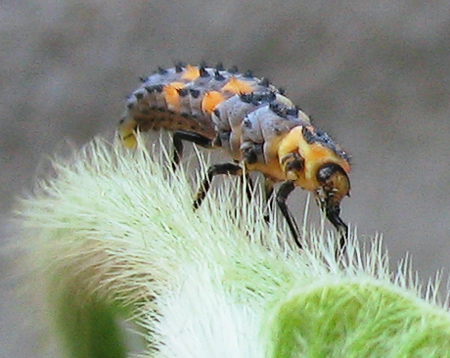
Larve van een lieveheersbeestje

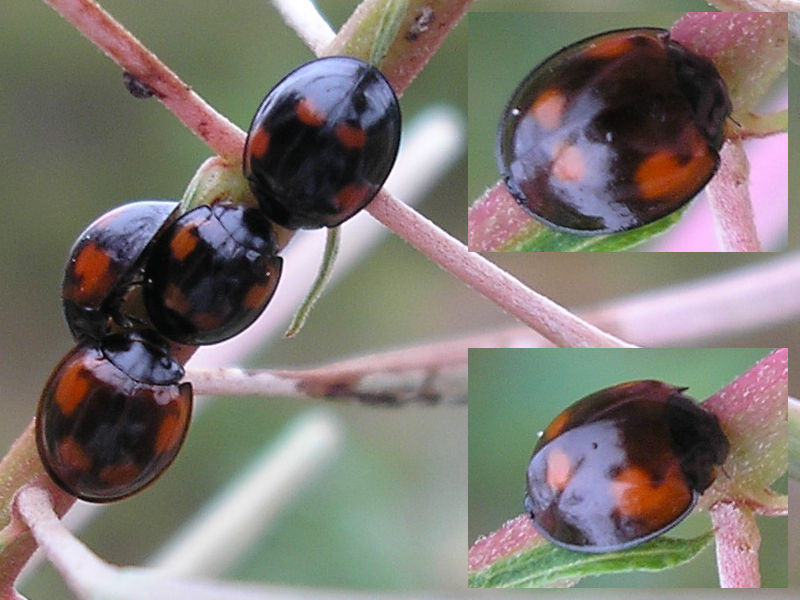
Viervleklieveheersbeestje

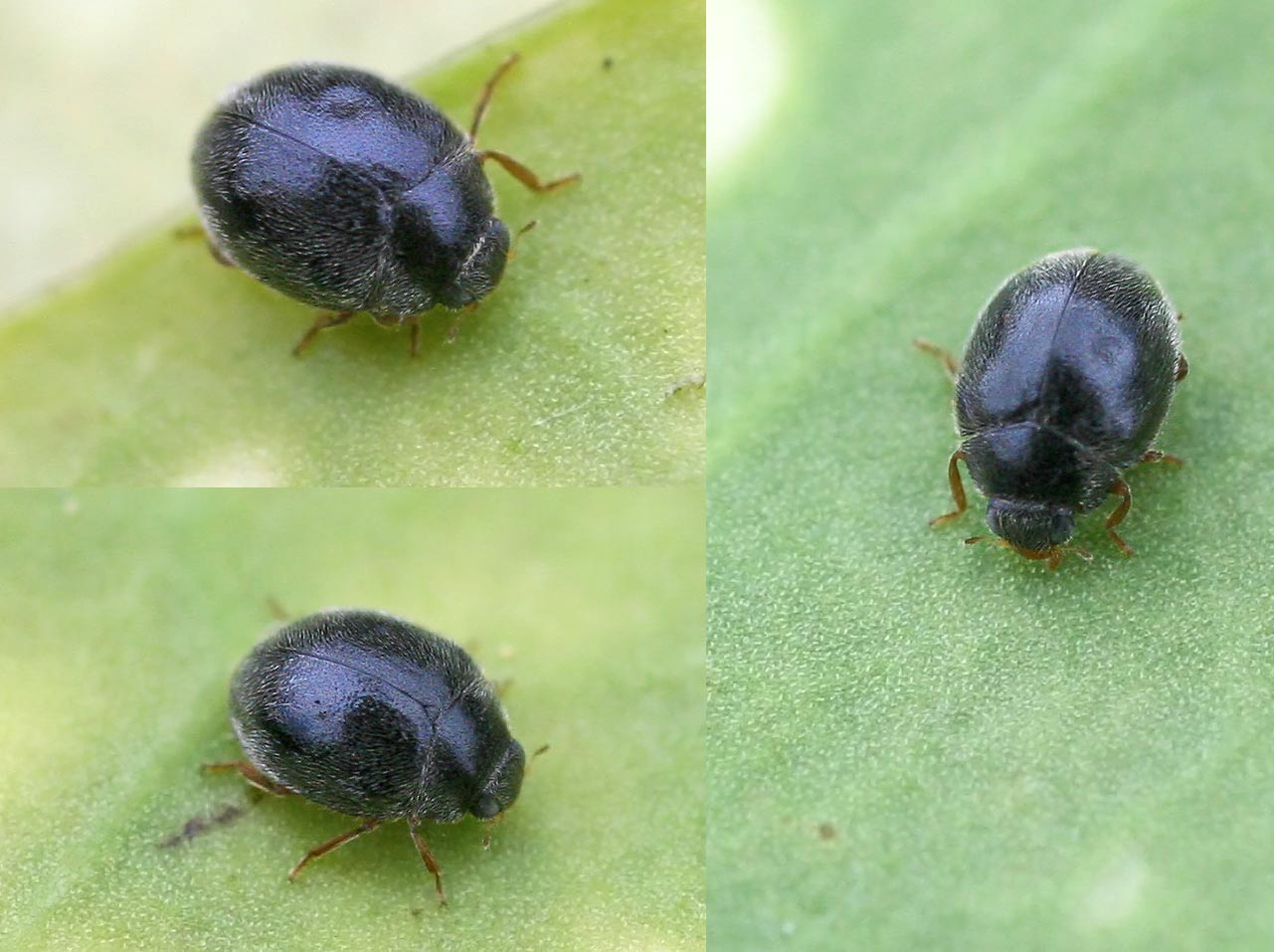
Onbekende Scymnus-soort

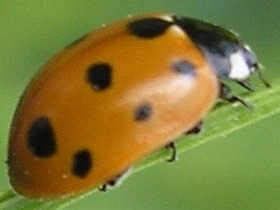
Elfstippelig lieveheersbeestje

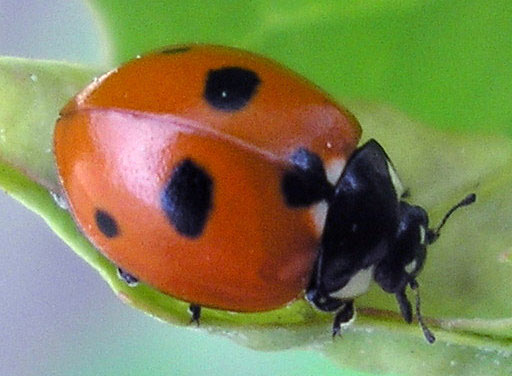
Vijfstippelig lieveheersbeestje

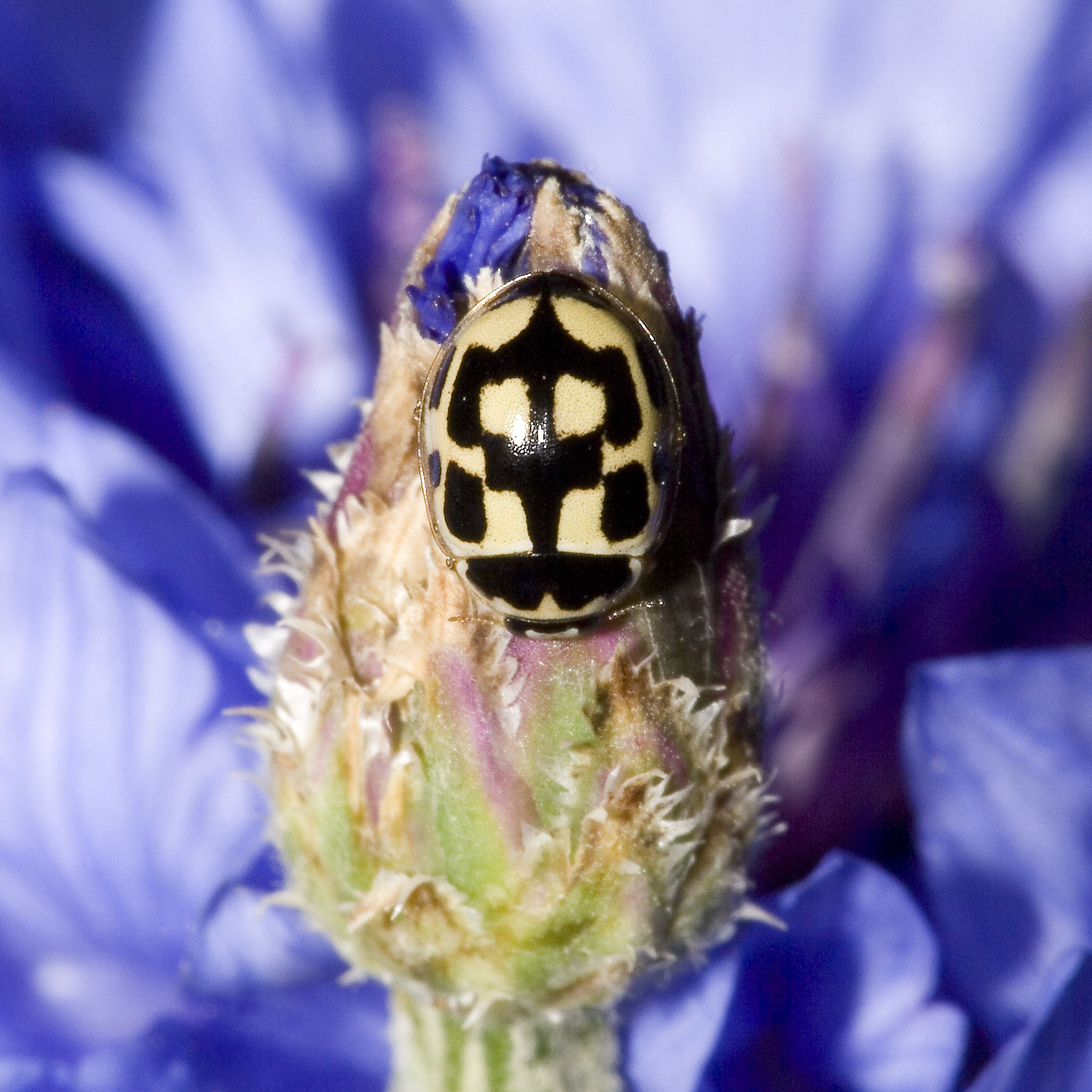
Schaakbordlieveheersbeestje

- Onderfamilie echte lieveheersbeestjes (Coccinellinae)
  - Adalia bipunctata – Tweestippelig lieveheersbeestje
  - Adalia conglomerata – Zwartstreeplieveheersbeestje
  - Adalia decempunctata – Tienstippelig lieveheersbeestje
  - Adalia testudinea
  - Anatis ocellata – Oogvleklieveheersbeestje
  - Anisosticta novemdecimpunctata – Negentienstippelig lieveheersbeestje
  - Anisosticta strigata
  - Aphidecta obliterata – Bruin lieveheersbeestje
  - Bulaea lichatschovi
  - Bulaea lividula
  - Calvia decemguttata – Tienvleklieveheersbeestje
  - Calvia quatuordecimguttata – Roomvleklieveheersbeestje
  - Calvia quindecimguttata
  - Ceratomegilla alpina
  - Ceratomegilla rufocincta
  - Ceratomegilla schneideri
  - Ceratomegilla undecimnotata – Zwervend lieveheersbeestje[6]
  - Coccinella algerica
  - Coccinella genistae
  - Coccinella hieroglyphica – Hiërogliefenlieveheersbeestje
  - Coccinella magnifica – Bosmierlieveheersbeestje
  - Coccinella miranda
  - Coccinella quinquepunctata – Vijfstippelig lieveheersbeestje
  - Coccinella saucerottei
  - Coccinella septempunctata – Zevenstippelig lieveheersbeestje
  - Coccinella transversoguttata
  - Coccinella trifasciata
  - Coccinella undecimpunctata – Elfstippelig lieveheersbeestje
  - Coccinella venusta
  - Coccinula elegantula
  - Coccinula quatuordecimpustulata – Veertienvleklieveheersbeestje
  - Coccinula sinuatomarginata
  - Halyzia sedecimguttata – Meeldauwlieveheersbeestje
  - Harmonia axyridis – Aziatisch lieveheersbeestje
  - Harmonia quadripunctata – Harlekijnlieveheersbeestje
  - Hippodamia arctica
  - Hippodamia convergens
  - Hippodamia septemmaculata – Veenlieveheersbeestje
  - Hippodamia tredecimpunctata – Dertienstippelig lieveheersbeestje
  - Hippodamia variegata – Ruigtelieveheersbeestje
  - Myrrha octodecimguttata – Achttienvleklieveheersbeestje
  - Myrrha thuriferae
  - Myzia oblongoguttata – Gestreept lieveheersbeestje
  - Oenopia conglobata – Vloeivleklieveheersbeestje
  - Oenopia doublieri
  - Oenopia impustulata – Ongevlekt lieveheersbeestje
  - Oenopia lyncea
  - Oenopia oncina
  - Propylea quatuordecimpunctata – Schaakbordlieveheersbeestje
  - Psyllobora vigintiduopunctata – Citroenlieveheersbeestje
  - Sospita vigintiguttata – Twintigvleklieveheersbeestje
  - Tytthaspis phalerata
  - Tytthaspis sedecimpunctata – Zestienstippelig lieveheersbeestje
  - Vibidia duodecimguttata – Twaalfvleklieveheersbeestje
- Onderfamilie breedkoplieveheersbeestjes (Chilocorinae)
  - Chilocorus bipustulatus – Heidelieveheersbeestje
  - Chilocorus canariensis
  - Chilocorus kuwanae
  - Chilocorus renipustulatus – Niervleklieveheersbeestje
  - Chilocorus similis
  - Exochomus bellus
  - Exochomus cedri
  - Exochomus melanocephalus
  - Exochomus nigripennis
  - Exochomus nigromaculatus – Zwart lieveheersbeestje
  - Exochomus oblongus
  - Exochomus octosignatus
  - Exochomus pubescens
  - Exochomus quadriplagiatus
  - Exochomus quadripustulatus – Viervleklieveheersbeestje
  - Exochomus troberti
  - Halmus chalybeus
  - Platynaspis luteorubra – Behaard lieveheersbeestje
- Onderfamilie bladetende lieveheersbeestjes (Epilachninae)
  - Cynegetis impunctata – Ongevleugeld lieveheersbeestje
  - Henosepilachna angusticollis
  - Henosepilachna argus – Heggenranklieveheersbeestje
  - Henosepilachna elaterii
  - Henosepilachna vigintioctopunctata
  - Subcoccinella vigintiquatuorpunctata – Vierentwintigstippelig lieveheersbeestje
- Onderfamilie nepkapoentjes (Coccidulinae)
  - Coccidula rufa – Ongevlekt rietkapoentje
  - Coccidula scutellata – Gevlekt rietkapoentje
  - Cryptolaemus montrouzieri, de soort die in de biologische bestrijding wordt gebruikt tegen wolluizen
  - Iberorhyzobius rondensis
  - Rhyzobius bipartitus
  - Rhyzobius chrysomeloides
  - Rhyzobius forestieri
  - Rhyzobius litura
  - Rhyzobius lophanthae
  - Tetrabrachys connatus
  - Tetrabrachys cordatus
  - Tetrabrachys creticus
  - Tetrabrachys deserticola
  - Tetrabrachys graecus
  - Tetrabrachys kalawritus
  - Tetrabrachys khnzoriani
  - Tetrabrachys marginatus
  - Tetrabrachys tauricus
  - Tetrabrachys tinerfensis
- Onderfamilie dwergkapoentjes (Scymninae)
  - Clitostethus arcuatus – Boogvlekkapoentje
  - Diomus gillerforsi
  - Diomus rubidus
  - Hyperaspis algirica
  - Hyperaspis campestris – Bosbesglanskapoentje
  - Hyperaspis chevrolati
  - Hyperaspis concolor
  - Hyperaspis dellabeffai
  - Hyperaspis duvergeri
  - Hyperaspis erytrocephala
  - Hyperaspis femorata
  - Hyperaspis guttulata
  - Hyperaspis hoffmanseggi
  - Hyperaspis illecebrosa
  - Hyperaspis inexpectata
  - Hyperaspis lata
  - Hyperaspis magnopustulata
  - Hyperaspis minois
  - Hyperaspis peezi
  - Hyperaspis pseudopustulata – Schijnvlekglanskapoentje
  - Hyperaspis quadrimaculata
  - Hyperaspis reppensis
  - Hyperaspis schatzmayri
  - Hyperaspis uhligi
  - Nephus aguilari
  - Nephus bicinctus
  - Nephus binotatus
  - Nephus bipunctatus – Tweestippelig kapoentje
  - Nephus bisignatus – Watermerkkapoentje
  - Nephus conjunctus
  - Nephus depressiusculus
  - Nephus flavopictus
  - Nephus hiekei
  - Nephus jacobsoni
  - Nephus kiesenwetteri
  - Nephus kreticus
  - Nephus levaillanti
  - Nephus limonii – Lamsoorkapoentje
  - Nephus ludyi
  - Nephus nigricans
  - Nephus peyerimhoffi
  - Nephus pooti
  - Nephus quadrimaculatus – Viervlekkapoentje
  - Nephus redtenbacheri – Moeraskapoentje
  - Scymnus abietis – Sparrenkapoentje
  - Scymnus apetzi – Breed kapoentje
  - Scymnus ater – Klein zwart kapoentje
  - Scymnus auritus – Roodrandkapoentje
  - Scymnus ferrugatus – Roestpuntkapoentje
  - Scymnus frontalis – Conisch kapoentje
  - Scymnus haemorrhoidalis – Bloedpuntkapoentje
  - Scymnus interruptus – Driehoekkapoentje
  - Scymnus limbatus – Gerand kapoentje
  - Scymnus mimulus
  - Scymnus nigrinus – Groot zwart kapoentje
  - Scymnus rubromaculatus – Roodkopkapoentje
  - Scymnus schmidti – Gemaskeerd kapoentje
  - Scymnus suffrianioides
  - Scymnus suturalis – Dennenkapoentje
  - Stethorus punctillum – Spintetend puntkapoentje